# Demenna
Demenna o Dèmena è un'antica città, o forse un insieme territoriale, della Sicilia orientale fondata da coloni di Sparta.

## Storia
Il nome deriverebbe dal termine greco Lacedemonion, gli abitanti di Sparta che dovettero abbandonare il Peloponneso nel VII secolo per insediarsi in tale territorio. Ne dà ampi ragguagli la cosiddetta "Cronaca di Monemvasia".
Per la sua ubicazione fu città importante in epoca bizantina e in seguito diede il nome al Val Demone, una delle tre circoscrizioni amministrative in cui fu divisa la Sicilia dall'invasione araba al periodo borbonico. Fu conquistata dai musulmani intorno all'anno 885 e perse la sua importanza. Era ridotta ad un nucleo di poche case con scarsi abitanti quando nel 920 vi nacque San Luca di Demenna. Nel XII secolo, durante la dominazione normanna cessò di esistere come borgo autonomo.
I superstiti, probabilmente andarono ad ingrossare Turiano (l'attuale Alcara li Fusi), che così divenne una città abbastanza importante per l'avvenuta fusione dei territori e delle popolazioni di tre gruppi civici.

## Scavi
Alcuni studiosi identificano Demenna con un centro che sorgeva a nord-est di Alcara Li Fusi, a circa tre chilometri di distanza, nella contrada che tuttora è denominata Dèmina o Lémina, ricadente nella parte settentrionale dell'ex feudo San Giorgio.
Ma una attenta campagna di scavi archeologici avvalora e conferma l'ipotesi secondo cui il centro antico corrisponde a San Marco d'Alunzio. Certamente le Rocche del Crasto, sito nei pressi, rappresentavano il kastron principale della chora di Demenna. Che Demenna sia l'attuale San Marco d'Alunzio lo conferma il geografo arabo ‘Al-Sharif ‘al-Idrisi nel suo ‘Al kitab ‘al Rudjari, nel punto in cui parlando del convento di San Filippo di Demenna, lo definisce kanisat Sant Marku (La chiesa di San Marco).
Non molto lontano da Demenna sorgeva il monastero basiliano di San Barbaro di Demenna, con annessa chiesa.